# 凉水镇 (图们市)
凉水镇，是中华人民共和国吉林省延边朝鲜族自治州图们市下辖的一个乡镇级行政单位。

## 行政区划
凉水镇下辖以下地区：
凉城社区、凉水村、龙虎村、东甸村、河西村、迎花村、鹤林村、东山村、南大村、庆荣村、石头村、亭岩村和北大村。